# Dicrania nigra
Dicrania nigra är en skalbaggsart som beskrevs av Jean Guillaume Audinet Serville 1825. Dicrania nigra ingår i släktet Dicrania och familjen Melolonthidae. Inga underarter finns listade i Catalogue of Life.